# برستون ريتر
برستون ريتر (بالإنجليزية: Preston Ritter)‏ هو معلم موسيقى أمريكي، ولد في 24 أبريل 1949، وتوفي في 30 مارس 2015.